# Джанмарко Нікозія
Джанмарко Нікозія (італ. Gianmarco Nicosia, 12 лютого 1998) — італійський ватерполіст.
Призер Чемпіонату світу з водних видів спорту 2022 року.